# Mamut pigmeu
El mamut pigmeu era una varietat nana de mamut que vivia a l'illa de Santa Rosae, on actualment hi ha l'arxipèlag del Nord de Califòrnia. Es creu que una població de mamuts colombins travessaren el canal de Santa Bàrbara per a migrar del sud de Califòrnia a Santa Rosae fa desenes de milers d'anys. A Santa Rosae començà un procés de nanisme que reduí gradualment la mida d'aquests proboscidis.
Els mamuts pigmeus s'extingiren fa més de dotze mil anys a causa d'una combinació de caça per part dels indis primitius, canvis climàtics i una pèrdua d'hàbitat a mesura que el nivell del mar feu que Santa Rosae es dividís en diverses illes.